# Торорої тапайоський
Торорої тапайоський (Myrmothera subcanescens) — вид горобцеподібних птахів родини Grallariidae.

## Поширення
Поширений в бразильській Амазонії на південь від річки Амазонки, від східного берега річки Мадейри до верхів'їв річки Шінгу. Населяє густий підлісок та узлісся вологих лісів Амазонії на висоті нижче 1000 м.